# Somsanith Vongkotrattana
Somsanith Vongkotrattana est un homme politique laotien né le 19 avril 1913 à Luang Prabang et mort en 1975. Il a été Premier Ministre du Laos entre juin et août 1960.